# 杜悦
杜悦，英文名Selena Du。2014年获选美国洲际小姐冠军，代表美国参加世界洲际小姐总决赛。 
杜悦出生于于军事家庭，曾祖父是赫鲁晓夫时期军事家。 杜悦从小接受艺术训练，曾多次参加国际声乐比赛。
杜悦会讲中、英、法、西班牙四种语言，还擅长马术、射击、舞蹈、声乐。